# Световой чихательный рефлекс
Световой чихательный рефлекс (лат. photoptarmosis, в просторечии «чихание на солнце») — феномен внезапного чихания (безусловный рефлекс) при раздражении сетчатки глаза ярким светом, в первую очередь лучами солнца. У некоторых людей чих, вызванный этим рефлексом, значительно или мгновенно приспосабливает глаза к уровню освещённости. Наблюдается примерно у 18-35% населения, является недостаточно хорошо изученной генетической чертой.

## Описание
Первым письменным упоминанием чихания на солнце является, скорее всего, одна из книг «Проблем» (Problemata, XXXIII), ранее приписываемая Аристотелю. Далее встречаются упоминания в различных источниках, однако долгое время феномен не был предметом особого внимания со стороны науки. Только в XX веке, с развитием современной неврологии и генетики, появился ряд работ, непосредственно посвящённых световому чихательному рефлексу. 
На данный момент существует несколько дополняющих друг друга подходов к рассмотрению феномена светового чихательного рефлекса. 
Сейчас ученым известно многое о биологических процессах, лежащих в основе светового чихательного рефлекса. Например, в англоязычном мире для него есть очень подходящий акроним ACHOO (имитирующий звук чихания) — от термина «аутосомный доминантный непроизвольный гелио-глазной синдром взрыва» (Autosomal Dominant Compelling Helio-opthalmic Outburst). «Аутосомный» — потому что ген, вызывающий его, расположен на одной из неполовых хромосом, а «доминантный» — потому что для его проявления достаточно унаследовать синдром от одного из родителей. 

### Форма обычного чихания
Световой чихательный рефлекс можно рассматривать как частный случай, поскольку он реализуется почти как и обычное чихание: афферентация идёт через носоресничный нерв, одну из ветвей тройничного нерва, а далее рефлекторная дуга полностью аналогична обычной чихательной. Специфика заключается лишь в том, что ключевым стимулом к такому чиханию является резкое увеличение поступления света на сетчатку. Может быть одно или несколько чиханий подряд, после чего наступает рефрактерный период, когда яркий свет какое-то время не вызывает рефлекса.

### Генетическая особенность
Возникновение светового чихательного рефлекса генетически обусловлено и является доминантной аутосомной мутацией, то есть у гетерозигот данный признак проявляется, и вероятность его наследования не меньше 50%. Однако до сих пор конкретный мутантный ген неизвестен. Предполагается, что распространение светового чихательного рефлекса по миру неоднородно. Он является выраженным, в среднем, у 25% людей.

### Патологический синдром
В англоязычной литературе световой чихательный рефлекс иногда обозначается как ACHOO syndrome (Autosomal dominant Compelling Helio-Ophthalmic Outburst Syndrome, что представляет собой бэкроним, поскольку «achoo» в американском английском является междометием, аналогичным «апчхи»). Синдром, с практической точки зрения, представляет собой повышенную чувствительность к свету, своего рода «аллергию». Это, всё же, в подавляющем большинстве случаев не представляет опасности для здоровья, однако может быть фактором риска в некоторых видах деятельности (например, это касается пилотирования воздушных судов).

## Упоминания в художественной литературе
Я видел, своими глазами видел — как раз высунул в окошко нос, чтоб в него попали солнечные лучи: изучаю процесс чихания.— Георг Бюхнер. «Войцек»

— Я гляжу в небо только тогда, когда хочу чихнуть, — проворчал Базаров...— И. С. Тургенев. «Отцы и дети»